# Abborrtjärnen (Haverö socken, Medelpad, 691245-147117)
Abborrtjärnen är en sjö i Ånge kommun i Medelpad som ingår i Ljungans huvudavrinningsområde.